# 고안공주
고안공주(固安公主, 1449년 2월 19일 - 1491년 3월 20일)는 명 대종 경태제와 효연경황후 왕씨의 장녀이다.

## 생애
공주는 정통 14년 1월 27일(1449년 2월 19일)에 태어났다.
경태 8년(1457년), 숙부 명 영종 정통제가 복위하고 경태제가 폐위되어(탈문의변) 고안군주(固安郡主)로 강등되었다.
성화 5년(1469년), 왕헌(王憲)에게 시집갔으며, 여전히 공주의 예로 대우받았다. 아들 왕도(王道)를 낳았고, 왕도는 나중에 금의위에 들어가 관리가 되었다.
홍치 4년 2월 11일(1491년 3월 20일), 공주는 42세의 나이로 세상을 떠났고, 공주의 예로 장사되었다.